# Heroes of Newerth
Heroes of Newerth (běžně HoN) je zdarma hratelná akční vědeckofantastická real-time strategická hra, vyvíjená společností S2 Games pro Windows, Linux a Mac OS. Je silně inspirována Warcraft 3 módem Defense of the Ancients (DotA). Vyšla 12. května 2010 (za 30 USD) a od 29. července 2011 je možné hrát HoN zdarma.
V roce 2022 hra definitivně ukončila provoz serveru a odešla do hráčského nebe.

## Historie
Přibližně v červenci 2008 se objevila stránka s názvem Heroes of Newerth na webu a logo hry na fórech zabývajíc se v tehdejší době hrou Savage 2: A tortured Soul. Marc "Maliken" DeForest a ostatní členové vývojového týmu oznámili, že S2 Games vyvíjí třetí titul, kterým však nebude Savage 3 a zmínili pouze pár detailů s tím, že více informací bude k dispozici ve chvíli, kdy se vývoj bude chýlit ke konci. Přesto však bylo potvrzeno, že hra, která je momentálně stále v uzavřené beta fázi je velmi blízká a podobná mapě DotA z již zmiňované hry Warcraft III, vylepšujíc spoustu věcí oproti původní verzi, jako je například VOIP podpora, ochrana proti nečekanému výpadku internetu stejně jako mnohem lepší grafické zpracování atd. Nicméně hrdinové a předměty byli z velké části přímo převzaty z DotA s tím, že v závislosti na změnách v DotA bude upravován i HoN.
Dvacátého druhého srpna 2009 začal předprodej této hry pro členy beta fáze. Tato objednávka zahrnuje rezervaci nicku a spoustu dalších vylepšení do budoucí hry oproti lidem, kteří si hru nepředobjednali – majitel předplaceného účtu může také pozvat až 3 přátele do beta fáze díky pozvánkám, které obdrží.

## Vývoj
Heroes of Newerth se momentálně nachází v otevřené beta fázi, přesto je však kolem 90 000 hráčů online z celkových asi 1 700 000 registrovaných.
V dotazníku zodpovězeném Idejderem na beta fóru se dozvíme, že HoN je ve vývoji přibližně 37 měsíců. Prvních 13 měsíců se strávilo vytvářením speciální engine, která byla již použita i v předešlým projektu (savage 2), přičemž zbývající čas byl využit pro vytváření map, předmětů, hrdinů a samotné art koncepce hry.

## Hrdinové
S2 Games momentálně do hry přidávají hrdiny ze známé DotA, kteří se dají snadno rozpoznat, ale neváhají s vytvářením nových hrdinů, kteří mají nové schopnosti a to zejména ty, které nebylo možné vytvořit v předešlém W3 módu. Všichni hrdinové v HoN jsou unikátní ve svém slova smyslu; žádný z nich není totiž nejlepší, někteří jsou sice v něčem lepší ostatní, ale vše je dotvořeno tak, aby na začátku každé hry bylo vše spravedlivé (částečně se na tom také podílejí hráči chvíli před hrou – v závislosti na zvoleném módu).

## Styl hry
Hra je tvořená dvojicí frakcí, za které hráči bojují proti sobě v každé hře. Jsou to Hellbourne a Legion, nabízejíc hráčům širokou škálu jedinečných hrdinů, které pak hráči ovládají v samotné hře. Každý hrdina má tři základní atributy a těmi jsou síla, inteligence a hbitost. V závislosti na specializaci se pak liší i schopnosti jednotlivých hrdinů.
Aktuálně je na výběr z 135 hrdinů, a to z 67 na straně Legion and 68 na straně Hellbourne. Každý z hrdinů se hraje určitým způsobem a animace spolu se zvuky jsou velmi podobné DotA. Jak se zdá, nakonec bude hrdinů šedesát, dokonce tomu napovídají volná políčka na beta stránce, tj. třicet hrdinů pro každou stranu.
Dalším rozšířením, kterým se mohou S2 pyšnit je možnost přidání nových herních map. Nepočítajíc nejoblíbenější a nejhranější mapu "Forest of Caldavar" jsou v betě ještě další dvě nové. První se nazývá "Darkwood Vale 3v3" a je určena zejména pro týmy po 1, 2 nebo 3 hráčích. Druhou mapou je "Watchtower" – další mapa 5 proti 5, avšak trochu odlišná od velmi známé, první zmiňované.
"Creepy" jsou slabé, počítačem ovládané jednotky, které se objevují u kasáren v centru každé frakce v obvyklém počtu asi pěti jednotek. Pohybují se po cestách (obvykle jsou tři, v nových mapách i jen jedna nebo dvě), které propojují centra frakcí dohromady. Na začátku se obvykle setkávají uprostřed a dochází ke střetu. Hráči ovládajíc hrdiny chodí po cestách s "creepy" a snaží se zneškodnit nepřátelské hrdiny či jejich "creepy", za které získávají peníze. Za ty pak mohou nakoupit předměty ve obchodě. Mezi cestami leží řeka, kde se na dvou místech obvykle objevují speciální runy, které dokáží vylepšit na krátkou chvíli každého hrdinu (mohou být také uchovávány na omezenou dobu). Zbytek pokrývá les, který skrývá mnohá monstra a "creepy", které mohou opět použity pro získání peněz. Nachází se zde také speciální "creep" – Kongor – hráči za něj získají více peněz a obvykle musí být zneškodněn více než jedním hrdinou (odměnou je pak kámen reinkarnace na omezenou dobu).
Každý hrdina má čtyři speciální schopnosti, které mu pomáhají v boji proti nepřátelským jednotkám. Zneškodňováním monster a hrdinů získává hrdina úrovně, díky kterým pak může své schopnosti vylepšovat. Každý hrdina začíná na úrovni 1 a mohou získat až 25 úrovní v závislosti na tom, jak dlouho trvá hra. Každá frakce má vlastní centrum na protilehlých stranách mapy čítající spoustu budov, z nichž nejdůležitější jsou kasárny, strážní věže a hlavní klíčová budova. Ve chvíli, kdy je tato zničena, tým prohrává. Proto je velmi silně chráněna a nemůže se na ni útočit dříve, než jsou zničeny dvě strážní věže stojící před ní. Aby se nepřátelský tým dostal k centru frakce, musí na každé z tří cest zničit všechny tři strážní věže. Ve chvíli, kdy se toto povede, začíná útočit tým na kasárny. Když dojde k destrukci i těchto budov, získává nepřátelský tým silnější "creepy", tzv. mega creeps. V tuto chvíli už je většinou o vítězi jasně rozhodnuto a hra končí velmi záhy.